# Flaris LAR01
Flaris LAR01 – jednosilnikowy, biznesowo-rodzinny prototypowy samolot odrzutowy polskiej konstrukcji. Tworzy nową kategorię małych ekonomicznych odrzutowców dyspozycyjnych High Speed Personal Jet  HPJ® umożliwiających operowanie z krótkich, słabo przygotowanych lądowisk trawiastych.  Oferuje szybki lot z prędkością 770km/h TAS na poziomie FL250, 7600m. Planowany zasięg samolotu wynosi ponad 3000km. 
Koncepcja samolotu powstała według projektu Rafała Ładzińskiego, głównym konstruktorem samolotu jest inż. Andrzej Frydrychewicz.

## Projekt
Pomysł budowy samolotu powstał według koncepcji Sylwii i Rafała Ładzińskich, właścicieli firmy Metal Master z Jeleniej Góry. Pomysł zakładał budowę lekkiego samolotu odrzutowego dla kilku osób podróżujących w celach biznesowych lub turystycznych, posiadającego bezpieczny spadochronowy system ratowniczy, bezpieczny i łatwy w pilotażu o wysokiej prędkości przelotowej, który zarazem umożliwia start z trawiastych małych lotnisk, możliwość szybkiego demontaż skrzydeł samolotu do transportu i przechowywania. Założenia i pomysły niespotykane w odrzutowcach biznesowych dotychczas produkowanych wymagały zastosowania nowych rozwiązań konstrukcyjnych. Zaprojektowania podjął się inż. Andrzej Frydrychewicz, który był głównym konstruktorem znanym z projektów m.in. samolotów PZL-104 Wilga oraz PZL-130 Orlik, konstruktor dr inż. Krzysztof Kubryński, który uczestniczył projektowaniu aerodynamiki samolotów. Projekt realizowany jest przy współpracy z Instytutem Lotnictwa, Instytutem Technicznym Wojsk Lotniczych, Politechniką Warszawską oraz Politechniką Wrocławską. Od 2009 r. projekt uzyskał dofinansowanie ze środków Europejskiego Funduszu Rozwoju Regionalnego w ramach Programu Operacyjnego Innowacyjna Gospodarka. Dofinansowanie projektu wyniosło 6 365 650 zł, a całkowitą wartość projektu oszacowano na 13 983 870,48 zł. 
W lutym 2011 roku wykonano loty testowe modelu samolotu w skali 1:3. Próby dotyczyły właściwości zachowania się samolotu w powietrzu z maksymalnym tylnym wyważeniem.
W listopadzie 2012 roku powstała firma FLARIS Sp. z o.o., która jest odpowiedzialna za produkcję seryjną samolotu sygnowaną marką FLARIS. Od 2013 roku Flaris Sp. z o.o. wspólnie z Wojskową Akademią Techniczną realizuje projekt w ramach Programu Operacyjnego Innowacyjna Gospodarka 2007-2015 w ramach programu „Badania i rozwój nowoczesnych technologii”. Flaris był nominowany do tytułu „Symbol Innowacji 2015”, w konkursie tym otrzymał 2. miejsce za najlepsze innowacyjne rozwiązanie technologiczne w dziedzinie obronności – w kategorii zespołowej za „Propozycję budowy potencjału odstraszania w oparciu o system załogowych i bezzałogowych samolotów FLARIS”.

. 28 sierpnia  2019 r. Sylwia i Rafał Ładzińscy za innowacyjny projekt najmniejszego na świecie odrzutowca Flaris Lar 1 otrzymali  honorowe wyróżnienie – Błękitne Skrzydła. W 2023 firma EDGE z Emiratów Arabskich zakupiła 50% udziałów w spółki FLARIS, grupa EDGE  zajmuje się wytwarzaniem nowoczesnych platform, bezpieczeństwa i systemów uzbrojenia. EDGE Group zaprezentowała na targach lotniczych Dubai Air Show 2023 autonomiczny BSL "Sinyar" oparty na polskim odrzutowcu FLARIS LAR 01, którego produkcja ma zostać uruchomiona w ciągu 2 lat. 

## Prototyp
Pierwszy egzemplarz prototypowy LAR01 wykonano z zastosowaniem najnowszych technologii, do budowy samolotu zastosowano preimpregnaty węglowe, które zapewniają wybitnie lekką, a jednocześnie wytrzymałą konstrukcję. 
Flaris LAR01 ma konstrukcję kompozytową. Kabina samolotu mieści jednego pilota i czterech pasażerów. Prototyp miał być wyposażony w silnik PW610 o ciągu 6,5 kN, który zapewnia uzyskanie prędkości przelotowej 700 km/h. Konstruktorzy samolotu postawili nie tylko na nowoczesną konstrukcję, ale również bezpieczeństwo. Samolot wyposażono w spadochronowy system ratunkowy. Dzięki wysokiej doskonałości aerodynamicznej samolot może efektywnie wykonywać lot ślizgowy w przypadku awarii silnika.
W 2013 roku Flaris LAR-01 miał swoją światową premierę na Międzynarodowym Salonie Lotniczym w Paryżu.
W 2015 roku Rafał Ładziński i Greg Williams (właściciel firmy Williams International produkującej silniki odrzutowe) podpisali umowę na dostawę silników najnowszej generacji Williams FJ33-5A do seryjnej produkcji Flarisa.
W czerwcu 2018 roku samolot został przebazowany do Wojskowych Zakładów Lotniczych nr 2 w Bydgoszczy, gdzie pilot doświadczalny inż. Henryk Szkudlarz wykonywał próby zespołu napędowego, układu paliwowego, układu hydraulicznego oraz nawigacji oraz testy kołowania. FLARIS LAR 1 przeszedł wszystkie badania naziemne, a do testów użyto silnika FJ33-5A firmy Williams International. Prototyp testowy Flaris LAR01 zarejestrowano w Polsce jako statek powietrzny kategorii specjalnej S-1 (statki powietrzne budowane według nowego projektu). Samolot przeszedł badania wytrzymałościowe, próby statyczne, próby naziemne. LAR 01 został wpisany do Rejestr Cywilnych Statków Powietrznych i otrzymał znak rejestracyjny SP-YLE.
Pierwszy oblot prototypu wykonano 5 kwietnia 2019 roku na lotnisku Babimost w Zielonej Górze, pilotem doświadczalnym był Wiesław Cena.

## Specyfikacja
- Załoga – jeden
- Liczba pasażerów – 4
- Długość – 8,32 m
- Rozpiętość skrzydeł – 8,68 m
- Szerokość kadłuba – 1,39 m
- Masa pustego – 900 kg
- Maksymalna masa startowa – 1850 kg
- Silnik – FJ33-5A opracowany i wyprodukowany przez  Williams International

## Osiągi (zakładane)
- Prędkość przelotowa – 700 km/h
- Prędkość przeciągnięcia – 115 km/h
- Zasięg (4 osoby + bagaż) – 2200 km
- Zasięg (2 osoby + bagaż) – 2600 km
- Zasięg (1 osoba + bagaż) – 3200 km
- Prędkość wznoszenia – 30 m/s

## Podobne konstrukcje
- Eclipse 500 - lekki samolot odrzutowy dla biznesu wyprodukowany przez firmę Eclipse Aviation
- Embraer Phenom 100 - lekki samolot odrzutowy brazylijskiej firmy Embraer
- Learjet 23 - samolot turystyczny, odrzutowy
- Cirrus Vision SF50 - 6-miejscowy, jednosilnikowy odrzutowiec VLJ